# Alabama (band)
Alabama is een Amerikaanse countryrock-band.

## Bezetting
- Randy Owen (zang, gitaar)
- Jeff Cook (zang, leadgitaar)
- Teddy Gentry (zang, basgitaar)
- Rick Scott (tot 1979, drums)
- Mark Herndon (van 1979 tot 2008, drums)

## Geschiedenis
De op omliggende boerderijen in het landelijke Alabama opgegroeide neven Randy Owen en Teddy Gentry musiceerden al sinds hun vroegste kindertijd samen. Later gingen ze een tijdlang gescheiden wegen en vervoegden ze zich bij verschillende bands. Op de highschool ontmoetten ze de andere neef Jeff Cook, die ook al zijn eerste muzikale ervaringen had verzameld, meerdere instrumenten beheerste en bovendien optrad als diskjockey.
In 1969 richtten ze de band Young Country op. Bij een van hun eerste optredens won het trio een talentenjacht. Randy en Jeff gingen vervolgens studeren en Teddy werd bedrijfsleider van een tapijtenhandel. De muzikale activiteiten verdwenen tijdens deze periode naar de achtergrond. Pas na de afsluiting van hun studie konden de neven zich weer versterkt inzetten voor een muziekcarrière.
In 1972 werd de bandnaam gewijzigd van Young Country naar Wildcountry. Gelijktijdig werd als drummer Bennet Vartanian gecontracteerd. Er begon een harde tijd, waarin de band zich slechts moeizaam boven water kon houden door middel van zenuwslopende cluboptredens. Hun nieuwe drummer haakte spoedig af en ook zijn opvolgers hielden het niet lang vol. Pas in 1974 werd met Rick Scott een drummer gevonden, die enkele jaren bij de band bleef.
In 1977 werd de bandnaam gewijzigd in Alabama. In hetzelfde jaar werd bij GRT Records een platencontract getekend. De eerste single I Wanna Be With You Tonight bereikte nipt de country top 100. Kort daarna ging het label failliet. Alabama was echter nog contractueel aan het label verbonden. Het duurde nog twee jaar, voordat de vier muzikanten voldoende geld hadden verzameld, om zich te kunnen uitkopen. Opnieuw was het de drummer die opstapte. Rick Scott werd vervangen door de uit Massachusetts afkomstige Mark Herndon, die de band voorzag van rock-invloeden en daarmee een belangrijke bijdrage leverde aan de nieuwe, succes belovende sound.
Met eigen kapitaal werd in 1979 een album en de single I Wanna Come Over geproduceerd. Het onafhankelijke MDJ Records belastte zich met de distributie. De single bereikte uiteindelijk de 33e plaats van de countryhitlijst. Een jaar later lukte het met My Home's in Alabama in de top 20. RCA Records werd door deze successen opmerkzaam op de band en contracteerde hen in 1980.
Daarmee begon een in de geschiedenis van de countrymuziek ongeëvenaarde reeks van opeenvolgende nummer 1-hits. Talrijke titels konden zich bovendien plaatsen in de pophitlijst. Het begin werd in 1980 gemaakt met de single Tennessee River. Nog in hetzelfde jaar volgde Why Lady Why en in 1981 Old Flame, Feels So Right en Love in the First Degree. 
In Nederland was Feel So Right op donderdag 28 juni 1984 TROS Paradeplaat op Hilversum 3. De plaat werd een bescheiden hit en bereikte de 39e positie in de TROS Top 50 en de 37e positie in de Nationale Hitparade. De Nederlandse Top 40 werd niet bereikt. Ook in België werden de Vlaamse hitlijsten niet bereikt.
De slechts door een buiten de reeks uitgebrachte kerstsingle onderbroken volgorde van tophits duurde tot 1987 en werd voortgezet tijdens de jaren 1990. Veel van de songs werden door de bandleden zelf geschreven. Naast de singles waren ook de albums succesvol. Bijna elke publicatie bereikte de goud- of platina-status. Tijdens deze jaren werd de band letterlijk met onderscheidingen overladen. Zo won men drie keer achter elkaar de begeerde CMA Award «Entertainer of the Year». Nog vaker werd men gekozen tot «Group of the Year», zowel instrumentaal als ook vocaal.
De hoge hitklasseringen konden vanaf midden jaren 1990 niet meer worden bereikt, ofschoon de band nog diverse top 10-successen kende. Daarvoor bereikten de albums deels spectaculaire verkoopcijfers. Vooral samplers als Greatest Hits, Superhits en For the Record – 41 Number-1-Hits verkochten zeer goed. In totaal werden 41 nummer 1-hits gerealiseerd en meer dan 65 miljoen geluidsdragers verkocht. Op 16 oktober 2003 nam Alabama in het kader van hun American Farewell Tour afscheid van het podium, maar kondigde wel voor 2013 een tournee aan ter gelegenheid van hun 40-jarig podiumjubileum. In 2008 had de band tijdens een kort geding afscheid genomen van drummer Mark Herndon.
In 2008 werd voor de band in Fort Payne in Alabama een standbeeld opgericht. Het toont de vier muzikanten als levensgrote bronsfiguren voor het Union Park op de hoek van Gault Avenue en 4th Street North.

## Onderscheidingen voor plaatverkopen
| Gouden Platen - CAN - 1987: voor het album The Touch - 1993: voor het album American Pride - 1993: voor het album For Our Fans - 1994: voor het album The Cheap Seats - USA - 1999: voor het album Super Hits - 2000: voor het album Twentieth Century - 2016: voor het album Essential Alabama | Platina Platen - CAN - 1983: voor het album Mountain Music - 1983: voor het album Feels So Right - 1983: voor het album The Closer You Get - 1985: voor het album 40 Hour Week - 1985: voor het album Alabama Christmas - 1986: voor het album Greatest Hits - USA - 1986: voor het videoalbum Alabama's Greatest Video Hits - 1987: voor het album The Touch - 1990: voor het videoalbum Pass It On Down - 1993: voor het album Pass It On Down - 1993: voor het album American Pride - 1993: voor het album Southern Star - 1993: voor het album Alabama Live - 1995: voor het album Greatest Hits, Volume II - 1996: voor het album In Pictures - 1996: voor het album Cheap Seats - 1999: voor het album Dancin' On The Boulevard - 2002: voor het album Just Us | 2 x Platina Platen - CAN - 1987: voor het album Roll On - 2000: voor het album For The Record - USA - 1986: voor het album My Home's In Alabama - 1989: voor het album 40 Hour Week - 1996: voor het album Alabama Christmas - 1998: voor het album Greatest Hits, Volume III 4 x Platina Platen - USA - 1985: voor het album Feels So Right - 1996: voor het album The Closer You Get - 1998: voor het album Roll On 5 x Platina Platen - USA - 1996: voor het album Greatest Hits - 1998: voor het album Mountain Music - 2003: voor het album For The Record - 41 Number One Hits |

## De belangrijkste onderscheidingen
ACM
- 1981: Album Of The Year ("Feels So Right")
- 1981: Entertainer Of The Year
- 1982: Entertainer Of The Year
- 1982: Top Vocal Group
- 1983: Album Of The Year ("The Closer You Get")
- 1983: Entertainer Of The Year
- 1983: Top Vocal Group
- 1984: Album Of The Year ("Roll On")
- 1984: Entertainer Of The Year
- 1984: Top Vocal Group
- 1985: Entertainer Of The Year
- 1985: Top Vocal Group

CMA Awards
- 1981: Instrumental Group Of The Year
- 1981: Vocal Group Of The Year
- 1982: Entertainer of the Year
- 1982: Instrumental Group Of The Year
- 1982: Vocal Group Of The Year
- 1983: Album Of The Year ("The Closer You Get")
- 1983: Entertainer of the Year
- 1983: Vocal Group Of The Year
- 1984: Entertainer of the Year

TNN Award
- 1982: Album Of The Year
- 1983: Top Vocal Group
- 1984: Album Of The Year

Grammy Award
- 1983: Best Country Performance door een duo of groep ("Mountain Music")
- 1985: Best Country Performance door een duo of groep ("The Closer You Get...")

Billboard Music Award
- 1990: Country Group or Duo of the Year

## Discografie

### Singles
- 1977:	I Wanna Be With You Tonight
- 1979:	(I Wanna) come Over
- 1980:	My Home Is Alabama
- 1980: Tennessee River
- 1980: Why Lady Why
- 1981:	Old Flame
- 1981: Feels So Right (TROS Paradeplaat Hilversum 3)
- 1982:	Love In The First Degree/Ride The Train
- 1982: Mountain Music
- 1982: Close Enough To Perfect
- 1982: Take Me Down
- 1982: Christmas In Dixie/Christmas Is Just A Song For Us (met Louise Mandrell, R.C. Bannon)
- 1983: Dixieland Delight
- 1983: The Closer You Get
- 1983: Lady Down On Love
- 1984:	If You're Gonna Play In Texas
- 1984: Roll On (Eighteen Wheeler)
- 1984: (There's A) Fire In The Night
- 1984: When We Make Love
- 1984: 40 Hour Week (For A Livin')
- 1985:	There's No Way
- 1985: Can't Keep A Good Man Down
- 1986:	She And I
- 1986: Touch Me When We're Dancing
- 1987:	You've Got The Touch
- 1987: Tar Top
- 1988:	Fallin' Again
- 1988: Face To Face
- 1989:	Song Of The South
- 1989: If I Had You
- 1989: High Cotton
- 1990:	Jukebox In My Mind
- 1990: Southern Star
- 1990: Pass It On Down
- 1991:	Forever's As Far As I'll Go
- 1991: Down Home
- 1991: Reckless
- 1991: Here We Are
- 1991: Then Again
- 1992:	Born Country
- 1992: Take A Little Trip
- 1992: I'm In A Hurry (And Don't Know Why)
- 1993:	Once Upon A Lifetime
- 1993: Hometown Honeymoon
- 1994:	The Cheap Seats
- 1994: We Can't Love Like This Anymore
- 1994: T.L.C. A.S.A.P.
- 1994: Angels Among Us
- 1995:	Sweet Home Alabama
- 1995: Give Me One More Shot
- 1995: She Ain't Your Ordinary Girl
- 1995: In Pictures
- 1996:	It Works
- 1996: Say I
- 1996: The Maker Said Take Her
- 1997:	The Blessings
- 1997: Sad Lookin' Moon
- 1997: Dancin', Shaggin' On The Boulevard
- 1997: Of Course I'm Alright
- 1998:	She's Got That Look In Her Eyes
- 1998: How Do You Fall In Love
- 1999:	Christmas In Dixie
- 1999: Keepin' Up
- 1999: God Must Have Spent A Little More Time On You (featuring *NSYNC)
- 1999: Rockin' Around The Christmas Tree
- 1999: Santa Claus (I Still Believe In You)
- 2000:	Twentieth Century
- 2000: New Year's Eve 1999 (met Gretchen Peters)
- 2000: We Made Love
- 2000: Small Stuff
- 2001:	When It All Goes South
- 2001: Will You Marry Me
- 2002:	I'm In The Mood
- 2011:	Are You Sure Hank Done It This Way?
- 2011: Old Alabama (met Brad Paisley)
- 2011: I'm In A Hurry (And Don't Know Why) (met Brad Paisley)

### Albums
- 1980:	My Home's In Alabama
- 1981:	Feels So Right
- 1981: Mountain Music
- 1983:	The Closer You Get
- 1984:	Roll On
- 1985:	40 Hour Week
- 1985: Christmas
- 1986:	Greatest Hits
- 1986: The Touch
- 1987:	Just Us
- 1988:	Alabama Live
- 1989:	Southern Star
- 1990:	Pass It On Down
- 1991:	Greatest Hits Vol. 2
- 1992:	American Pride
- 1993:	Cheap Seats
- 1994:	Christmas With The Judds And Alabama
- 1994: Greatest Hits III
- 1995:	In Pictures
- 1996:	Christmas Volume II
- 1997:	Dancin' On The Boulevard
- 1998:	The Encore Collection - Born Country
- 1998: Super Hits II
- 1998: The Essential Alabama
- 1998: For The Record: 41 Number One Hits
- 1998: Super Hits
- 1999:	Twentieth Century
- 2001:	When It All Goes South
- 2003:	In The Mood: The Love Songs
- 2003: The American Farewell Tour
- 2004:	Ultimate Alabama: 20 #1 Hits
- 2005:	The Essential
- 2006:	Songs Of Inspiration
- 2006: Livin' Lovin' Rockin' Rollin': The 25th Anniversary Collection
- 2006: Alabama: Christmas Collection
- 2007:	Songs Of Inspiration II
- 2007: 16 Biggest Hits
- 2008:	Playlist: The Very Best Of Alabama
- 2012:	Setlist: The Very Best Of Alabama: Live
- 2013:	Country: Alabama
- 2013: The Classic Christmas Album
- 2014:	Angels Among Us: Hymns & Gospel Favorites
- 2014: Alabama & Friends: At The Ryman
- 2015:	Southern Drawl